# Rinorea whytei
Rinorea whytei är en violväxtart som först beskrevs av Otto Stapf, och fick sitt nu gällande namn av Brandt. Rinorea whytei ingår i släktet Rinorea och familjen violväxter. Inga underarter finns listade i Catalogue of Life.